# Fluorcaphit
Fluorocaphit (russisch Фторкафит) ist ein sehr seltenes Mineral aus der Mineralklasse der „Phosphate, Arsenate und Vanadate“. Es kristallisiert im hexagonalen Kristallsystem mit der idealisierten chemischen Zusammensetzung SrCaCa3(PO4)3F – ist also ein Strontium-Calcium-Phosphat mit einem zusätzlichen Fluorid-Ion. Strukturell gehört Fluorocaphit in die Apatitgruppe.
Fluorocaphit bildet nur selten langprismatische Kristalle, die dann bis zu 3 cm Größe erreichen können. Wesentlich häufiger sind unregelmäßige Aggregate bis zu 2 cm Durchmesser aus zahllosen kleinen prismatischen Kristallen. Er tritt in hyperagpaitischen Pegmatiten innerhalb von Alkaligesteinskomplexen wie den Chibinen oder den Lowosero-Tundren auf und wird hier von Deloneit, Belovit-(Ce), Alkali-Amphibolen, Lamprophyllit, Labuntsovit (?), Wadeit, Sazykinait-(Y), Rémondit-(La), Sphalerit, Galenit, Fluorit und Graphit begleitet.
Die Typlokalität des Fluorocaphits ist der Tagebau Wostotschny (russisch Восточный рудник, Koordinaten des Tagebaus Wostotschny) der Lagerstätte Koaschwa (russisch Коашва) in den Chibinen in der Oblast Murmansk auf der Halbinsel Kola in Russland.

## Etymologie und Geschichte

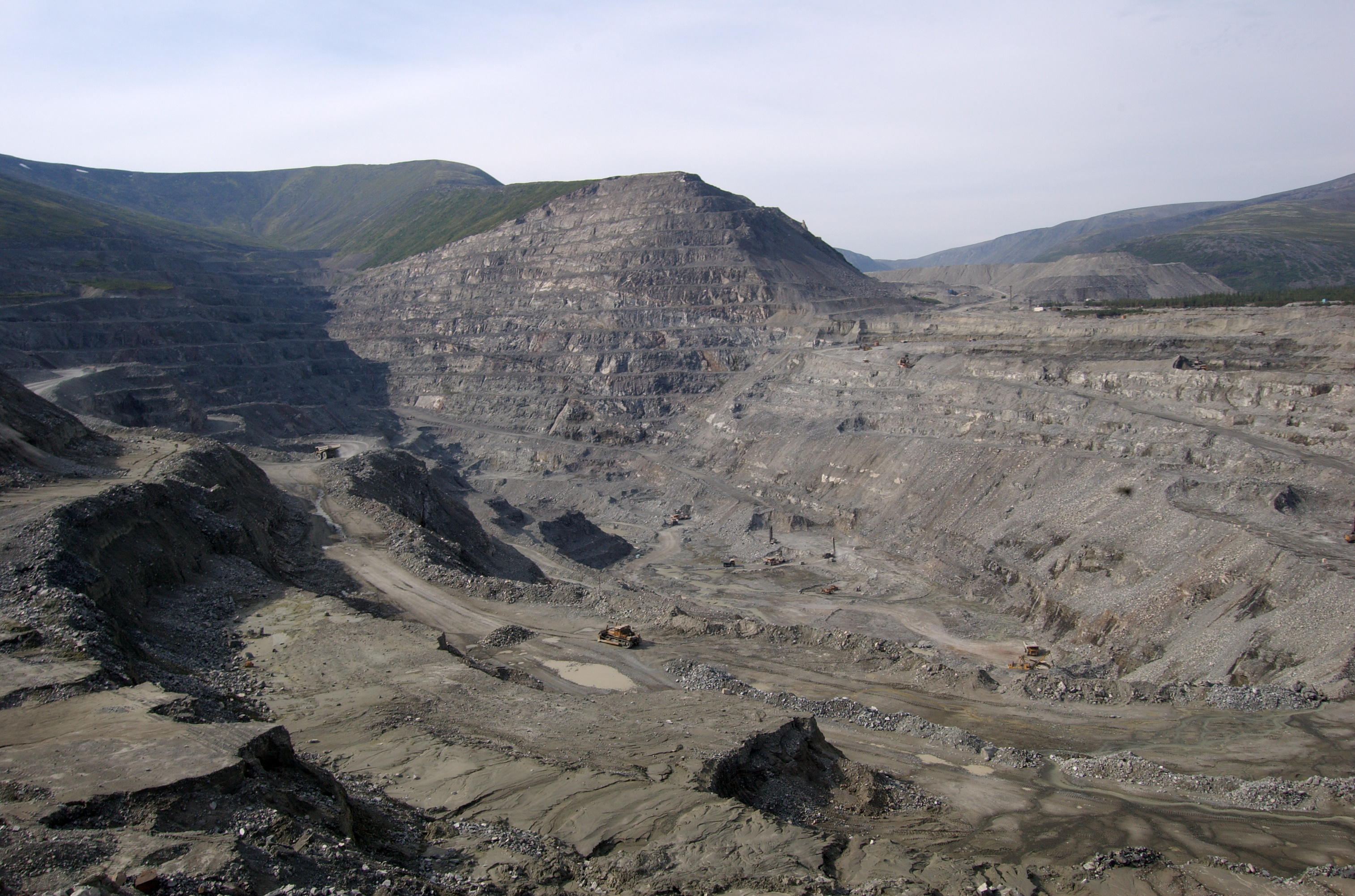
Tagebau „Wostotschny“ des Bergwerks Koaschwa – die Typlokalität für Fluorcaphit

Im Jahr 1994 identifizierte der russische Mineraloge Aleksandr Petrovich Khomyakov (russisch Александр Ретрович Хомяков, deutsche Transkription Alexander Petrowitsch Chomjakow) während einer mineralogischen Untersuchung von Pegmatitgesteinen aus dem Gebiet des Berges Koaschwa im Alkaligesteinsmassiv der Chibinen auf der Kola-Halbinsel in Russland Verwachsungen von drei Phosphatmineralen, die sich durch optische und andere Eigenschaften eindeutig unterscheiden ließen. Weitere Studien zeigten, dass alle drei Minerale der gleichen Familie angehören, welche auf dem Strukturtyp von Fluorapatit, Ca5(PO4)3F, basiert – und zudem aus dem gleichen Satz speziesbildender Elemente (Natrium, Calcium, Strontium, SEE, Phosphor, Sauerstoff und Fluor) bestehen. Die Verhältnisse dieser Elemente in jedem Mineral sind individuell und entsprechen den folgenden drei chemischen Formeln: NaSr3Ce(PO4)3F, NaCa2SrCe(PO4)3F und Ca3,2Sr1,2Ce0,3Na0,3(PO4)3F. Nur das erste der drei genannten Phosphatminerale konnte als das bekannte Mineral Belovit-(Ce) bestimmt werden.
Das neue Mineral wurde der International Mineralogical Association (IMA) vorgelegt, die es im Jahre 1996 unter der vorläufigen Bezeichnung „IMA 1996-022“ anerkannte. Die wissenschaftliche Erstbeschreibung dieses Minerals erfolgte im Jahre 1997 durch ein Forscherteam mit Aleksandr Petrovich Khomyakov, Inna М. Кulikova und Ramiza K. Rastsvetaeva im russischsprachigen Wissenschaftsmagazin Записки Всероссийского минералогического общества (englisch Proceedings of the Russian Mineralogical Society, deutsch Notizen der Allrussischen Mineralogischen Gesellschaft). Die Autoren benannten den neuen Vertreter der Apatitgruppe gemäß seiner chemischen Zusammensetzung mit Fluor, Calcium und Phosphor als Fluorcaphit (Fluor-ca-ph-ite, englisch Fluorcaphite).
Das Typmaterial für Fluorcaphit wird unter der Katalognummer 1681/1 in der Systematischen Sammlung des Mineralogischen Museums „Alexander Jewgenjewitsch Fersman“ der Russischen Akademie der Wissenschaften in Moskau aufbewahrt.

## Klassifikation
Die mittlerweile veraltete, aber teilweise noch gebräuchliche 8. Auflage der Mineralsystematik nach Strunz führt den Fluorcaphit noch nicht auf. Er würde zur Mineralklasse der „Phosphate, Arsenate und Vanadate“ und dort zur dort zur Abteilung der „Wasserfreien Phosphate mit fremden Anionen“ gehören, wo er zusammen mit Belovit, Carbonat-Fluorapatit (Carbonat-Apatit-(CaF)), Chlorapatit (Chlor-Apatit, Apatit-(CaCl)), Fluorapatit, dem hypothetischen Oxy-Apatit und Hydroxylapatit (Hydroxyl-Apatit, Apatit-(CaOH)) die „Apatit-Reihe“ mit der System-Nr. VII/B.16a gebildet hätte.
Im zuletzt 2018 überarbeiteten und aktualisierten Lapis-Mineralienverzeichnis nach Stefan Weiß, das sich aus Rücksicht auf private Sammler und institutionelle Sammlungen noch nach dieser alten Form der Systematik von Karl Hugo Strunz richtet, erhielt das Mineral die System- und Mineral-Nr. VII/B.39-095. In der „Lapis-Systematik“ entspricht dies ebenfalls der Abteilung „Wasserfreie Phosphate, mit fremden Anionen F,Cl,O,OH“, wobei in der Gruppe VII/B.39 die Phasen mit „Mittelgroßen und großen Kationen: Mg-Cu-Zn und Ca-Na-K-Ba-Pb; Apatit-Gruppe“ eingeordnet sind. Fluorcaphit bildet hier zusammen mit Fluorapatit, Chlorapatit, Hydroxylapatit, Carbonat-Hydroxylapatit (Var. v. Hydroxylapatit), Carbonat-Fluorapatit (Var. v. Fluorapatit), Carlgieseckeit-(Nd), Svabit, Turneaureit, Johnbaumit, Stronadelphit, Fluorstrophit, Miyahisait, Deloneit, Belovit-(Ce), Belovit-(La), Kuannersuit-(Ce), Alforsit, Morelandit, Phosphohedyphan, Fluorphosphohedyphan, Hedyphan, Pyromorphit, Hydroxylpyromorphit, Mimetesit, Mimetesit-M und Vanadinit die „Apatit-Gruppe“.
Die seit 2001 gültige und von der International Mineralogical Association (IMA) zuletzt 2009 aktualisierte 9. Auflage der Strunz’schen Mineralsystematik ordnet den Fluorcaphit ebenfalls in die Klasse der „Phosphate, Arsenate und Vanadate“ und dort in die Abteilung der „Phosphate usw. mit zusätzlichen Anionen; ohne H2O“ ein. Diese Abteilung ist allerdings weiter unterteilt nach der Größe der beteiligten Kationen und deren Stoffmengenverhältnis zum Phosphat-, Arsenat- bzw. Vanadat-Komplex RO4, so dass das Mineral entsprechend seiner Zusammensetzung in der Unterabteilung „Mit ausschließlich großen Kationen; (OH usw.) : RO4 = 0,33 : 1“ zu finden ist, wo es zusammen mit Alforsit, Belovit-(Ce), Belovit-(La), Carbonat-Fluorapatit (Carbonat-Apatit-(CaF)), Carbonat-Hydroxylapatit (Carbonat-Apatit-(CaOH)), Chlorapatit (Apatit-(CaCl)), Fluorphosphohedyphan (IMA 2008-068), Fluorstrophit (Apatit-(SrOH), Strontiumapatit), Hydroxylapatit (Apatit-(CaOH)), Hydroxylapatit-M (Apatit-(CaOH)-M, Klinohydroxylapatit), Deloneit, Fermorit, Fluorapatit (Apatit-(CaF)), Hedyphan, Hydroxylpyromorphit (IMA 2017-075), Johnbaumit, Kuannersuit-(Ce), Mimetesit, Mimetesit-M (Klinomimetesit, diskreditiert 2010), Morelandit, Phosphohedyphan, Pyromorphit, Svabit, Stronadelphit (IMA 2008-009), Turneaureit und Vanadinit die „Apatit-Gruppe“ mit der System-Nr. 8.BN.05 bildet.
Auch die vorwiegend im englischen Sprachraum gebräuchliche Systematik der Minerale nach Dana ordnet den Fluorcaphit in die Klasse der „Phosphate, Arsenate, Vanadate“ und dort in die Abteilung der „Wasserfreien Phosphate etc., mit Hydroxyl oder Halogen mit (A)5 (XO4)3 Zq“ ein. Hier ist er zusammen mit Chlorapatit, Hydroxylapatit, Carbonat-Fluorapatit, Carbonat-Hydroxylapatit, Belovit-(Ce), Belovit-(La), Kuannersuit-(Ce), Fluorapatit, Fluorstrophit, Deloneit, Stronadelphit, Fluorphosphohedyphan und Phosphohedyphan in der „Apatitgruppe“ mit der System-Nr. 41.08.01 innerhalb der Unterabteilung der „Wasserfreien Phosphate etc., mit Hydroxyl oder Halogen mit (A)5(XO4)3Zq“ zu finden.

## Chemismus
Mikrosondenanalysen an sieben Fluorcaphit-Körnern aus dem Tagebau Wostotschny der Lagerstätte Koaschwa lieferten Mittelwerte von 1,74 % Na2O; 30,46 % CaO; 20,78 % SrO; 0,03 % BaO; 2,61 % La2O3; 4,78 % Ce2O3; 0,34 % Pr2O3; 1,48 Nd2O3; 0,14 % Sm2O3; 0,57 % SiO2; 36,23 % P2O5; 2,17 % F; 0,52 % H2O (ber.); −O=F2 = 0,91 % (Summe 100,94 %). Auf der Basis von 26 Anionen [O+(F,OH)] errechnet sich daraus die empirische Formel
(Ca6,31Sr2,23Na0,65)Σ=9,29(Ce0,34La0,19Nd0,10Pr0,02Sm0,01)Σ=0,66(P5,93Si0,11)Σ=6,04O24F1,33(OH)0,67, die sich zu Ca3,2Sr1,2Ce0,3Na0,3(PO4)3F oder (Ca,Sr,Ce,Na)5(PO4)3F idealisieren lässt.
Fluorcaphit ist ein Vertreter der Apatit-Obergruppe mit der allgemeinen generischen Formel IXM12VIIM23(IVTO4)3X und
- M = Ca2+, Pb2+, Ba2+, Sr2+, Mn2+, Na+, Ce3+, La3+, Y3+, Bi3+
- T = P5+, As5+, V5+, Si4+, S6+, B3+
- X = F−, Cl− und (OH)−

Marco Pasero und Kollegen interpretieren die oben genannte Formel von Khomyakov und Kollegen entsprechend der allgemeinen generischen Formel für die Apatit-Obergruppe als SrCaCa3(PO4)3F.
Neun Mikrosondenanalysen an einer Fluorcaphit-Probe vom Zweitfundort am Berg Selsurt in den Lowosero-Tundren ergab den folgenden Zusammensetzungs-Bereich: (Ca2,36–2,40Sr1,52–1,63Na0,47–0,49Ce0,26–0,29La0,17–0,19Nd0,07–0,08Pr0,02–0,05Sm0,01Ba0,02–0,03)(PO4)3F. Nach Pasero und Kollegen entspricht dies CaCaSr3(PO4)3F bzw. einfacher Ca2Sr3(PO4)3F und damit nicht Fluorcaphit, sondern einem neuen Mineral.
Die alleinige Elementkombination Sr–Ca–P–F–O, wie sie der offiziellen Formel der IMA für den Fluorcaphit zu entnehmen ist, weisen unter den derzeit bekannten Mineralen (Stand 2021) neben Fluorcaphit nur Fluorstrophit, SrCaSr3(PO4)3F, und die beiden ungenügend charakterisierten Phasen Saamit (von Volkova & Melentiev), (Ca,Sr,REE)5(PO4)3(F,O), und Strontium-haltiger Apatit, (Ca,Sr)5(PO4)3F, auf.
Die offizielle Formel der IMA für Fluorcaphit lautet SrCaCa3(PO4)3F
Fluorcaphit stellt ein kationengeordnetes Glied in der Mischkristallreihe zwischen Fluorapatit, Ca5(PO4)3F, und Stronadelphit, Sr5(PO4)3F, dar. Fluorocaphit kann ferner als Homöotyp (homöotype Mischkristallbildung, wobei die beteiligten Stoffe den gleichen Kristallstrukturtyp aufweisen) von Fluorapatit mit einer hochgeordneten Verteilung von CaR-Kationen (R = Sr, REE, Na) oder als im Wesentlichen Calcium-Analogon von Strontiumapatit angesehen werden.

## Kristallstruktur

Räumliche Darstellung der Struktur von Fluorcaphit in kationenzentrierter polyedrischer Darstellung in der kristallografischen Standardaufstellung. Der blaue Umriss zeigt die Einheitszelle. Farblegende:

Fluorcaphit kristallisiert im hexagonalen Kristallsystem in der Raumgruppe P63 (Raumgruppen-Nr. 173) mit den Gitterparametern a = 9,485 Å und c = 7,000 Å sowie zwei Formeleinheiten pro Elementarzelle.
Innerhalb der Apatit-Obergruppe gehört Fluorcaphit (zusammen mit Fluorstrophit, Deloneit, Belovit-(Ce), Belovit-(La) und Kuannersuit-(Ce)) in die Belovit-Gruppe. Diese Minerale sind hexagonale und trigonale Phosphate, bei denen sich die M1-Position in die M1- und M1′-Positionen aufspaltet, welche verschiedene vorherrschende (Spezies-definierende) Kationen enthalten.
Trotz der recht einfachen Formel mit nur vier Schlüsselpositionen (M1, M2, T und X) neben denjenigen, von denen bekannt ist, dass sie nur von O2− besetzt sind (O1, O2 und O3), ist die auf kationischen und anionischen Substitutionen basierende Zahl der verschiedenen Spezies in der Apatit-Obergruppe ziemlich groß. Diese Zahl nimmt weiter zu, da in einigen Fällen die M1-Zentren in Paare von nicht-äquivalenten Positionen mit entsprechender Erniedrigung der Raumgruppensymmetrie aufgespalten sind. Bezüglich der Koordinationszahlen ist M1 neunfach (6 + 3) koordiniert, wobei die innersten sechs Liganden ein Polyeder bilden, welches oft als Metaprisma bezeichnet wird. Wenn man bei der Betrachtung die drei weiter entfernten Liganden einschließt, lässt sich das M1-Koordinationspolyeder als trigonales Prisma mit drei Kappen beschreiben. Die M2-Position gilt als siebenfach koordiniert, wenn Ca das zentrale Kation ist; ein solches Polyeder kann als verzerrte fünfeckige Bipyramide beschrieben werden. In anderen Fällen, z. B. wenn die Position von Pb und/oder die X-Position von Cl besetzt ist, kann die Koordination der M2-Positionen unregelmäßiger sein und das zentrale Kation als acht- oder neunfach koordiniert angesehen werden.

## Eigenschaften

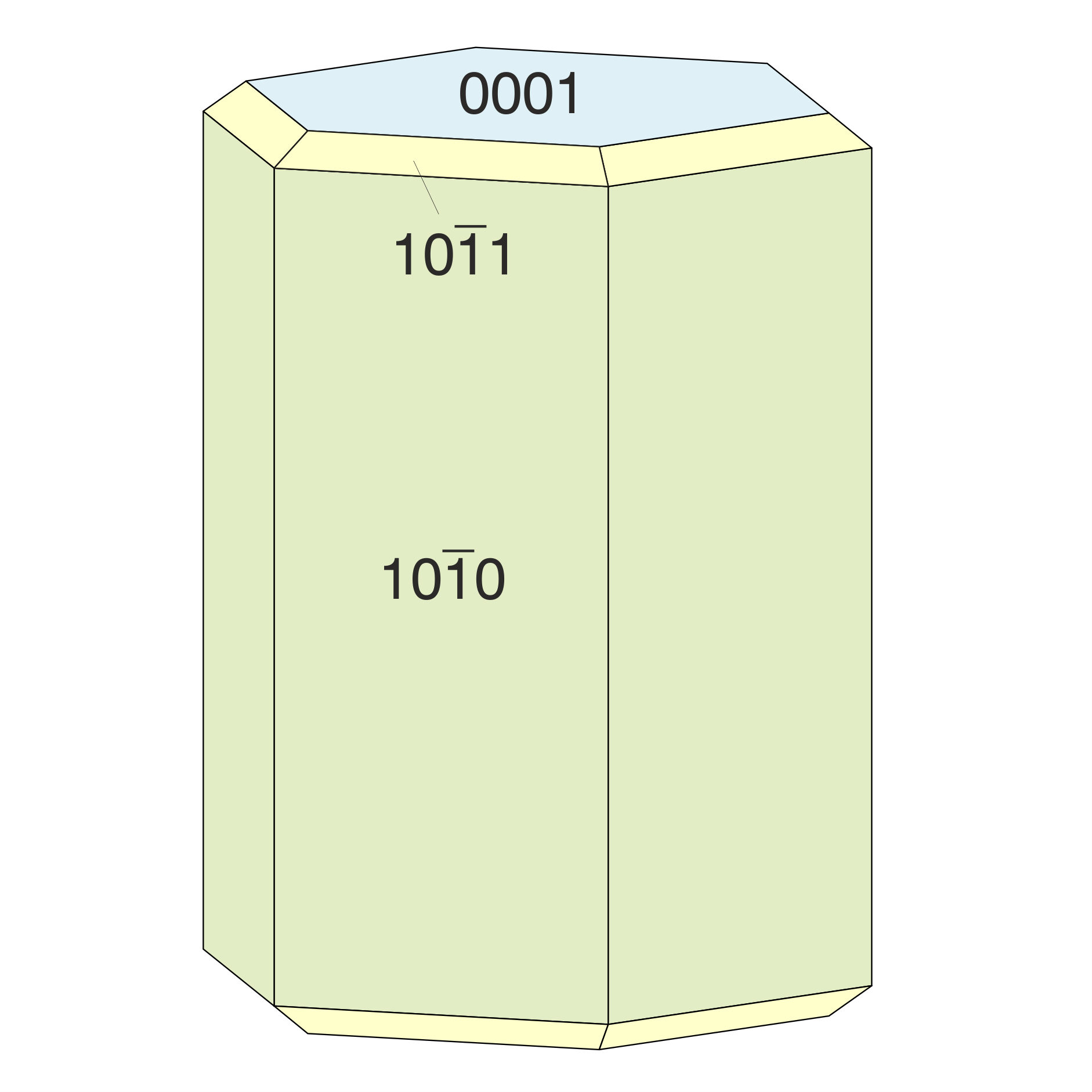
Zeichnung eines Fluorcaphit-Idealkristalls

### Morphologie
Fluorocaphit kann bis zu 3 cm Länge erreichende, langprismatische Kristalle bilden, die als tragende Form das hexagonale Prisma I. Stellung m {1010} zeigen. Die einfache Tracht wird durch das Basispinakoid c {0001} und die hexagonale Dipyramide I. Stellung q {1011} vervollständigt, wodurch Kristalle entstehen, welche denen des Fluorapatits stark ähneln (vgl. die nebenstehende Kristallzeichnung). Deutlich häufiger als gut ausgebildete Einzelkristalle sind unregelmäßige Aggregate bis zu 2 cm Durchmesser aus zahllosen blassgelben, unregelmäßigen, maximal 5 mm großen prismatischen Kristallen, deren Randzonen mit winzigen hellgelben epitaktischen Einschlüssen von Belovit-(Ce) und Deloneit förmlich gesättigt sind. Die Größe dieser Einschlüsse beträgt 0,05–0,5 bis 1–1,5 mm.
In dem in Urtiten sitzenden, 6,5 × 2,5 m großen Mikroklin-Pektolith-Sodalith-Aegirin-Gang Nr. 6 am Berg Koaschwa kommt Fluorcaphit in Massen aus Villiaumit, Sodalith und Mikroklin in Form von grünlich-gelben Aggregaten (bis zu 2 cm Durchmesser) und in langprismatischen Kristalle (bis zu 3 cm Länge und 8 mm Durchmesser) vor. Isometrische, apfelgrüne Körner, gut ausgebildete Fluorcaphit-Kristalle und hellbraune Sphalerit-Körner sind für die großen Villiaumit-Blöcke dieses Ganges charakteristisch. Schließlich werden für Fluorcaphit körnige, gestaltlose Aggregate genannt.
In unterkretazischen Tescheniten bei Tichá in Tschechien tritt Fluorcaphit in Gängen von Analcim in Form von eingeschlossenen idiomorphen Kristallen und Skelettkrusten auf, während der im Teschenit enthaltene Fluorcaphit kleine Aufwachsungen auf älteren magmatischem Apatit-Phänokristallen bildet.
Charakteristische Alterationen sind für Fluorcaphit nicht bekannt.

### Physikalische und chemische Eigenschaften

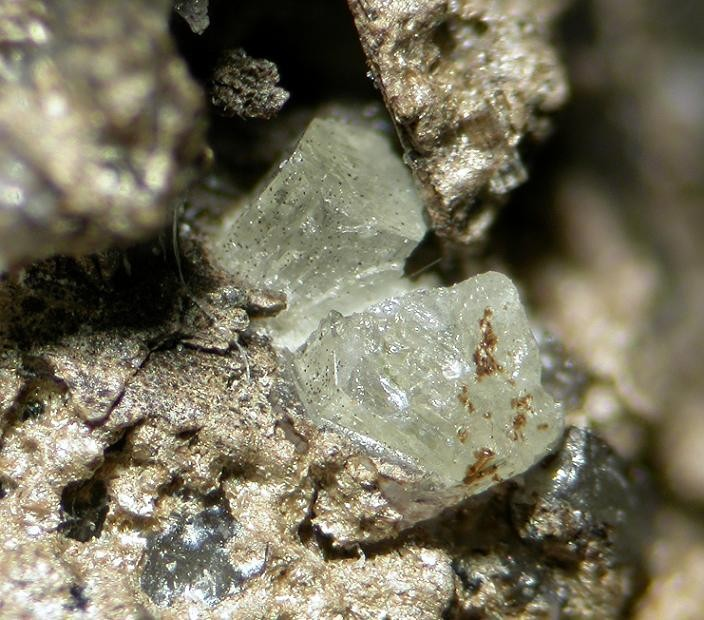
Fluorcaphit-Kristalle vom Berg Koaschwa in den Chibinen, Oblast Murmansk auf der Halbinsel Kola in Russland (Sichtfeld: 5 mm)

Die Farbe der Kristalle und Aggregate des Fluorcaphits ist blassgelb bis hellgelb oder grünlichgelb, gelblichgrün und apfelgrün. Blassgelbe Kristalle sind in einigen Bereichen, häufiger in ihren Randzonen, aufgrund von Einschlüssen von Deloneit und Belovit deutlich dunkler, etwa hellgelb, gefärbt. Ihre Strichfarbe wird mit weiß angegeben. Die Oberflächen des durchsichtigen, mitunter leicht trüben Fluorcaphits zeigen einen glasartigen Glanz. Fluorcaphit besitzt eine diesem Glanz entsprechende mittelhohe Lichtbrechung (nω = 1,637; nε = 1,649) und eine gleichfalls mittelhohe Doppelbrechung (δ = 0,012). Unter dem Polarisationsmikroskop ist der einachsig negative Fluorcaphit im durchfallenden Licht farblos und nicht pleochroitisch.
An den Kristallen des Fluorcaphits wurde keine Spaltbarkeit beobachtet. Er bricht aufgrund seiner Sprödigkeit aber ähnlich wie Quarz, wobei die Bruchflächen muschelig ausgebildet sind. Das Mineral weist eine Mohshärte von 5 auf und gehört damit zu den mittelharten Mineralen, die sich ähnlich gut wie das Referenzmineral Apatit mit dem Taschenmesser noch ritzen lassen. Die gemessene Dichte für Fluorcaphit beträgt 3,60 g/cm³, die berechnete Dichte 3,57 g/cm³.
Das Mineral zersetzt sich bei Raumtemperatur leicht in Säuren wie 10 %iger Salzsäure, HCl, und Salpetersäure, HNO3.

## Bildung und Fundorte
Fluorcaphit ist ein weltweit sehr seltenes, nur auf der Kola-Halbinsel etwas weiter verbreitetes Mineral. Der Erstfundort befindet sich im zentralen Teil eines hyperagpaitischen Pegmatits im Tagebau Wostotschny (russisch Восточный рудник, Koordinaten des Tagebaus Wostotschny) der Lagerstätte Koaschwa (russisch Коашва) im Alkaligesteinsmassiv der Chibinen auf der Halbinsel Kola in Russland. Dieser Pegmatitkörper sitzt in apatithaltigen Ijolith-Urtiten. Er hat eine linsenförmige Form und eine Mächtigkeit von ca. 2 m, enthält einen leukokraten Kern aus grobkörnigem Pektolith-Natrolith und grenzt an Aegirin und Kalifeldspat. Fluorocaphit wurde nur im zentralen Teil des Körpers festgestellt und fand sich in miarolithischen Hohlräumen, zusammen mit Natrolith- und Pektolith-Kristallen sowie Kristallen von alteriertem Lomonosovit und Sitinakit. Als weitere Begleitminerale wurden Arfvedsonit, Lamprophyllit, Wadeit, Sazykinait-(Y), Sphalerit, Galenit und Fluorit – sowie Deloneit und Belovit-(Ce) im Innern der Fluorcaphit-Kristalle – festgestellt.
Solche ultraagpaitische Pegmatite zeichnen sich durch eine starke Anreicherung an alkalischen, flüchtigen und seltenen Elementen sowie durch eine Vielzahl von Mineralarten aus. Ein weiterer Fluorcaphit-Fundort in den Chibinen ist der in Urtiten sitzende, 6,5 × 2,5 m große Mikroklin-Pektolith-Sodalith-Aegirin-Gang Nr. 6 am Berg Koaschwa, wo Fluorcaphit in der bis zu einem Meter mächtigen, hauptsächlich aus schneeweißem, radialstrahligem Pektolith mit interstitiellem Villiaumit bestehenden intermediären Zone des Pegmatits, aber nicht in dessen marginaler Zone (Randzone), auftritt.
Die Grenze zwischen der marginalen und intermediären Zone dieses Pegmatits wird durch extreme bis zu 3 × 0,3 m große Linsen aus dunkelrotem Villiaumit markiert. Diese Linsen enthalten außerdem weiße, garbenförmige Aggregate aus nadelförmigem Pektolith (bis 5 cm Durchmesser) und dunkelgrauen Lomonosovit-Sphärolithen (bis 7 cm Durchmesser) sowie viele andere Minerale: hellrosa oder hellgrüne, isometrische Sodalith-Kristalle, radialstrahlige Lorenzenit-Shcherbakovit-Aggregate (bis 4 mm Durchmesser), prismatische Annit-Kristalle (bis 4 cm Länge und 6 mm Durchmesser), keilförmige Pseudomorphosen (bis 5 cm Länge) von Nefedovit zusammen mit Sidorenkit und Lorenzenit nach einem unbekannten Mineral, Nacaphit, Vitusit-(Ce)-Kristalle (bis 1 cm Durchmesser), farblosen idiomorphen Chkalovit (bis 7 cm Durchmesser), hellgrünen tafelförmigen Mikroklin, kuboktaedrischen Galenit, pseudowürfeligem Cobaltin, isometrische Aggregate aus dunkelbraunem Sphalerit, dunkelgrüne, dünnfaserige Aegirin-Knollen, goldbraune Astrophyllit-Segregationen und eisartige durchscheinende Natrit-Körner. Bei der Verwitterung werden diese Natrit-Körner von feinkörnigen Krusten aus Thermonatrit und Trona überzogen. Kleine plattig-prismatische Rasvumit-Kristalle (bis 2 mm Durchmesser), schwarzbraune verrundete Chlorbartonit-Körner (bis 2 cm Durchmesser), gut ausgebildete, grüne Burbankit-Kristalle (bis 5 mm Länge), längliche Rinkit-Kristalle (bis zu 4 cm lang) und isometrische Körner von Djerfisherit und Sphalerit (bis 2 mm Durchmesser) treten als Einschlüsse innerhalb des hellrosa gefärbten Sodaliths auf. An den Grenzen zwischen Villiaumit, Mikroklin, Sodalith und Lomonosovit treten bis 4 mm große Anhäufungen von parallel orientierten Murunskit-Kristallen und würfeligen Loparit-(Ce)-Kristallen (bis 3 mm Durchmesser) auf. Inmitten der großen Villiaumit-Blöcke finden sich häufig apfelgrüner Fluorcaphit in körnigen Aggregaten und gut ausgebildeten Kristallen sowie hellbraune Sphalerit-Körner.
Als sehr seltene Mineralbildung wurde der Fluorcaphit bisher (Stand 2021) erst von ca. 10 Fundpunkten beschrieben.
Neben der Typlokalität existieren für den Fluorcaphit die im Folgenden genannten Fundstellen:
- der Berg Njorkpachk (russisch Ньоркпахк) in den Chibinen
- der Berg Ristschorr (russisch Рисчорр) in den Chibinen
- der Berg Selsurt (russisch Сэлсурт in den Lowosero-Tundren, bekannt auch als Berg Flora (russisch Флора))[13] (nach Marco Pasero und Kollegen[12] jedoch kein Fluorcaphit, sondern ein potentiell neues Mineral)
- der Berg Karnassurt (russisch Карнасурт) in den Lowosero-Tundren
- die Moräne des Darai-Pioz-Gletschers (Koordinaten des Darai-Pioz-Gletschers) im Alaigebirge, Tian Shan, Nohijahoi tobei dschumhurij („der Republik unterstellte Gebiete“; mehr oder weniger identisch mit der historischen Region Karotegin), nördliches Tadschikistan
- unterkretazische Teschenite bei Tichá unweit Frenštát pod Radhoštěm, Okres Nový Jičín, Moravskoslezský kraj, Äußeren Westkarpaten, Tschechien[16]

Fundorte für Fluorcaphit aus Deutschland, Österreich und der Schweiz sind damit unbekannt.

## Verwendung
Fluorcaphit besitzt keinerlei ökonomische Bedeutung, ist jedoch aufgrund seiner Seltenheit ein bei Sammlern geschätztes und begehrtes Mineral.